# ディナモ・クラスノダール女子バレーボールチーム
ディナモ・クラスノダール（原語表記:Динамо Краснодар、英標記:Dynamo Krasnodar）は、ロシアのクラスノダールを本拠地とする女子バレーボールクラブである。

## 概要
設立は1946年であり、現在はロシア1部リーグのスーパーリーグに所属。

## 主な成績
- 1993-1994ロシアカップ優勝
- 2013-2014ロシアカップ優勝
- 2014-2015ロシアカップ優勝

## 歴代在籍選手
- タチアナ・コシェレワ
- エフゲーニャ・スタルツェワ
- アンナ・マティエンコ
- フォルケ・アキンラデウォ
- シンシア・バルボッサ
- オリガ・ファテーエワ
- ユリア・メルクロワ
- ネリマン・オズソイ
- ナタリア・マーマドワ
- アナパウラ・ロペス・フェレイラ
- フェルナンダ・ロドリゲス
- デスティニー・フッカー
- エレナ・ハベルコバ
- リュボフ・シャチコワ
- オルガ・ブクレーエワ
- ナタリア・ディアンスカヤ
- ヤナ・シチェルバン
- ユリア・ポドスカルナヤ
- イリーナ・フィリシチンスカヤ